# Nils Idman
Nils Idman (Knivsta, 24 novembre 1716 – Huittinen, 5 marzo 1790) è stato un teologo e letterato finlandese. Egli fu pastore luterano della città di Turku, nella Finlandia sud-occidentale.

## Biografia
Figlio del pastore protestante Nils Idman (1680-1750) e di Kristina Procopaeus, nacque ad Östuna (odierna Knivsta) nel 1716. Superò il suo esame di maturità a Turku nel 1729. Nello stesso anno fu registrato come studente all'Accademia reale di Turku, dove appartenne alla associazione studentesca Satakunda. All'accademia si laureò con il titolo di Philosophiae Magister nel 1738.  Fu ordinato sacerdote nel 1740. Nel 1742 fu nominato predicatore al Livdragonregemente ("reggimento militare") di Turku e partecipò alle marce forzate durante la guerra russo-svedese tra il 1742 e il 1743. Nel 1749 divenne Vicario di Huittinen e Decano rurale nel 1758.
Idman nel 1756 prese parte nella vivace contesa per la nomina di vescovo nella arcidiocesi evangelica-luterana di Turku, e fu soprattutto per suo merito che Karl Fredrik Mennander ricevette l'incarico nell'anno successivo. Tra il 1765 e il 1766 inoltre, fu uno dei rappresentanti per la città di Turku presso il Parlamento (ovvero il Riksdag degli Stati) incarico che, però, abbandonò prima della scadenza naturale del mandato.
Nel 1778 ottenne una Laurea honoris causa in teologia presso l'Università di Uppsala.
Negli anni da studente Idman si era attivamente occupato di studi linguistici; i frutti del suo lavoro apparvero nell'opera Försök at wisa gemenskap emillan finska och grekiska språken, såsom tjenande till uplysning i finska folkets historia (Italiano: "Tentativo di mostrare le somiglianze tra la lingua finlandese e quella greca come servizio informativo per la storia del popolo finlandese") pubblicata nel 1774.
Idman si sposò nel 1747 con Margareta Elisabet Rothovius (morta nel 1810). Il loro figlio fu il senatore e governatore della Banca di Finlandia Carl Johan Idman.

## Studi linguistici
Nella sua opera letteraria, il Försök at wisa gemenskap emillan finska och grekiska språken, Idman si occupò principalmente di approfondire filologicamente la storia dell'antico popolo finlandese concentrandosi soprattutto sullo studio della lingua finlandese, il Suomen Kieli, notandone le numerose somiglianze con il greco antico. In questo scritto, egli tentò di respingere la parentela tra la lingua finlandese e l'ebraico con il desiderio di dimostrare invece connessioni lessicali e grammaticali tra il finlandese e il greco antico. Egli basò la sua teoria mettendo in parallelo anche le mitologie di entrambi i popoli, sostenendo che l'ancestrale popolo finnico, avesse avuto uno stretto contatto con quello greco.
Secondo lui i popoli finnici erano antichi discendenti degli Sciti, e furono i primi abitanti del Nord di cui si ebbe traccia. La loro lingua, rimasta praticamente inalterata per secoli, poteva dunque essere vista anche come lingua degli Sciti. In ogni caso, il fatto che comunque nei secoli successivi il popolo finlandese si fosse poi mischiato con altre popolazioni aveva almeno parzialmente alterato il linguaggio: secondo Idman però le tracce delle loro origini non si potevano che conservare nelle leggende mitologiche, nella lingua antica e negli usi e costumi. Infatti, ad esempio, i popoli finnici celebravano una festa abbastanza singolare, molto simile ad una festa greca: essa veniva celebrata nel mese di Dicembre, e si chiamava Ioulu, e durante questo periodo festivo solitamente le persone erano solite abbuffarsi e darsi totalmente ai piaceri della tavola. L'enciclopedia Suda parlava di una festa greca, chiamata Ioleia (dedicata a Iolao, nipote di Eracle, antico eroe celebrato dagli ateniesi). Queste feste, fece notare Idman, si assomigliavano non poco, sia per il nome che per l'oggetto e non potevano che mostrare che ci fosse stato un contatto, probabilmente anche stretto, tra la civiltà greca e gli antichi popoli finnici.
Il suo lavoro fu tradotto in francese nel 1778 dall'interprete Edme-Jacques Genet, e fu ripreso dall'astronomo Jean Sylvain Bailly nell'elaborazione delle sue teorie di un'Atlantide nordica.